# Ich hatte viel Bekümmernis (BWV 21)
Ich hatte viel Bekümmernis (Умножались скорби в сердце моем, BWV 21) – кантата Иоганна Себастьяна Баха, написанная в Веймаре в 1713 году. Предназначена для исполнения в третье воскресенье после католического Дня Святой Троицы. Первое исполнение кантаты произошло годом позже, в 1714, однако в дальнейшем композитор еще не раз пересматривал и перерабатывал кантату. 

## Структура кантаты
В либретто к кантате использованы слова из нескольких библейских псалмов, в том числе из Молитвы изгнанника, а также из Книги Откровений. Вероятно также, что часть текста принадлежит Соломону Франку. Хоральная текстовая составляющая принадлежит немецкому поэту Георгу Ноймарку. 
В первой части кантаты композитор использовал доминирование минорной музыки, символизирующей глубокие страдания, боль и скорбь, гнетущее состояние духа. Во второй части кантаты общее настроение музыки меняется, звучат радостные мелодии и вокальные партии.  
21 кантата открывается симфоническим произведением. Библейские тексты в кантате исполняются хором, что нехарактерно для Веймарского периода Баха, когда, как правило, композитор использовал речитативные напевы священного писания. 
Как и во многих других кантатах Баха в произведении ведется своего рода духовный диалог. В седьмой и восьмой частях кантаты партия сопрано символизирует душу человека, а басовая партия – голос Бога, особое обозначение некоторых вокальных басовых партий в композициях Баха.